# VN Avtomojster
Velika nagrada Avtomojster je enodnevna cestno kolesarska dirka. Krožna trasa poteka s štartom in ciljom v Podsmreki pri Dobrovi v občini Dobrova-Polhov Gradec. Poteka drugo nedeljo v oktobru. Za organizacijo poskrbi KD Rog. 
Progam poteka v treh delih. Na prvi dirki se pomerijo amaterji/amaterke, na drugi pa moški elite/mlajši člani (pod 23 let)/starejši mladinci/ženske elite in zaključna podelitev zlatih koles v treh kategorijah (moški elite, ženske elite, moški pod 23 let).
Trasa je za amaterje dolga 21 km (3 krogi) in 70 km (10 krogov).
Dirka je organizirana od 2001, takrat pod imenom »Velika nagrada HiFi Color Studia« in krožno traso s štartom in ciljem pred klubom Lipa v Spodnjih Pirničah. Krog je bil dolg 1,8 km, kolesarji so skupaj prevozili 63km. Leta 2006 je prvič izvedena v Podsmreki. 2011 se dirka preimenuje v VN Avtomojster. Uporablja se tudi ime »zaključna dirka«, saj je zadnja dirka v kolesarski sezoni (v Sloveniji). 

## Pregled

### Moški
| Leto | Zmagovalec                              | Viri  |
| ---- | --------------------------------------- | ----- |
| 2001 | Radoslav Rogina KRKA-Telekom Slovenije) |       |
| 2002 | Borut Božič (Rog Ljubljana)             |       |
| 2003 | Tadej Valjavec (Fassa Bortolo)          |       |
| 2004 | Grega Bole (Bled)                       |       |
| 2005 | Grega Bole (Sava)                       |       |
| 2006 | Matic Strgar (Radenska–PowerBar)        |       |
| 2007 | Borut Božič (Team LPR)                  |       |
| 2008 | Blaž Furdi (Sava)                       |       |
| 2009 | Grega Bole (Adria Mobil)                |       |
| 2010 | Blaž Jarc (Adria Mobil)                 |       |
| 2011 | Grega Bole (Lampre-ISD)                 |       |
| 2012 | Marko Kump (Adria Mobil)                |       |
| 2013 | Luka Pibernik (Radenska)                |       |
| 2014 | Luka Mezgec (Giant-Shimano)             |       |
| 2015 | Marko Kump (Adria Mobil)                |       |
| 2016 | Gašper Katrašnik (Adria Mobil)          |       |
| 2017 | Gašper Katrašnik (Adria Mobil)          |       |
| 2018 | Gašper Katrašnik (Adria Mobil)          | [ 1 ] |
| 2019 | Marko Kump (Adria Mobil)                |       |

### Ženske Elite
| Leto  | Zmagovalec                                          | Viri |
| ----- | --------------------------------------------------- | ---- |
| 2007  | Ajda Opeka (Ekipa Polet)                            |      |
| 2008A | Sigrid Corneo (Menikini-Selle Italia-Master Colors) |      |
| 2009B | Sigrid Corneo (Top Girls Fassa Bortolo)             |      |
| 2010B | Urša Pintar (Klub Polet Garmin)                     |      |
| 2011B | Ajda Opeka (Klub Polet Garmin)                      |      |
| 2012B | Urška Kalan (Klub Polet Garmin)                     |      |
| 2013B | Urša Pintar (E.Leclerc-Klub Polet)                  |      |
| 2014  | Urša Pintar (BTC City Ljubljana)                    |      |
| 2015  | Jelena Erić (BTC City Ljubljana)                    |      |
| 2016  | Polona Batagelj (BTC City Ljubljana)                |      |
| 2017  | Urša Pintar (BTC City Ljubljana)                    |      |
| 2018  | Urša Pintar (BTC City Ljubljana)                    |      |
| 2019  | Eugenia Bujak (BTC City Ljubljana)                  |      |

Opombe
^A  – 14 km
^B  – Od 2008 od 2013 tekmujejo z amaterji, v dolžini 21 km.